# Amélie Kuhrt
Amélie Kuhrt, née le 23 septembre 1944 sous le nom complet de Amélie Thekla Luise Luhrt et morte le 2 janvier 2023, est une historienne spécialiste en histoire de l'ancien Proche-Orient.

## Biographie
Elle a fait ses études au King's College de Londres, à l'University College de Londres et à la SOAS.
Professeur émérite à l'Université College de Londres, elle est spécialiste de l'histoire de la région sur la période entre 3000 et 100 avant Jésus-Christ, en particulier sur l'Empire assyrien, babylonien, perse et séleucide. 
Elle a été co-organisatrice des Ateliers de l'histoire achéménide de 1983 à 1990. En 1997, son livre The Ancient Near East : c.3000-330 BC reçoit le prix annuel de l' American Association d'Histoire James Henry Breasted pour le meilleur livre en anglais portant  sur n'importe quel champ de l'histoire avant l'an 1000.
Kuhrt a été élue Fellow de la British Academy en 2001. Elle est actuellement membre de British Academy's Projects Committees, qui est responsable de l'évaluation des nouveaux projets et des initiatives parrainées par l'Académie.

## Publications

### Ouvrages
- Amélie Kuhrt, The Persian Empire: A Corpus of Sources of the Achaemenid Period, London, Routledge, 2007 (ISBN 0-415-43628-1).
- Amélie Kuhrt, The Ancient Near East: c.3000-330 BC, London, Routledge, 1995 (ISBN 0-415-01353-4 et 0-415-12872-2).
- Amélie Kuhrt et Averil Cameron, Images of women in Antiquity, London, Routledge, 1993 (ISBN 0-415-09095-4).

### Articles
(novembre 2018).
- "Ancient Near Eastern History: The Case of Cyrus the Great of Persia", in Hugh G. M. Williamson (ed), Understanding the History of Ancient Israel. OUP/British Academy 2007.  (ISBN 0-19-726401-8), p. 107–127
- "Cyrus the Great of Persia: Images and Realities", in M. Heinz & M. H. Feldman (eds), Representations of Political Power: Case Histories from Times of Change and Dissolving Order in the Ancient Near East, p. 174–175. Eisenbrauns, 2007.  (ISBN 1-57506-135-X)
- "The Problem of Achaemenid Religious Policy", in B. Groneberg & H. Spieckermann (eds.), Die Welt der Gotterbilder, Walter de Gruyter, 2007, p. 117–142
- "Sennacherib's Siege of Jerusalem", in A.K. Bowman et al. (eds) Representations of Empire: Rome and the Mediterranean World, p. 13–33. OUP/British Academy 2004.  (ISBN 0-19-726276-7)
- "The Achaemenid Persian empire (c. 550-c. 330 BCE): continuities, adaptations, transformations", in S.E. Alcock et al. (eds.), Empires: perspectives from archaeology and history, Cambridge University Press, 2001, p. 93–123
- "Women and War", Journal of Gender Studies in Antiquity 2 (1) (2001) 1 - 25
- "The Persian Kings and their subjects: A unique relationship?", Orientalistische Literaturzeitung, vol.96 no.2 (2001), p. 165–172
- "Israelite and Near Eastern historiography, in A. Lemaire & M. Saebo (eds), Vetus Testamentum Supplementum 80 (2000), p. 257–279
- "Usurpation, conquest and ceremonial: From Babylon to Persia", in D. Cannadine, S. Price (eds), Rituals of Royalty: Power and Ceremonial in Traditional Societies, Cambridge University Press, 1992, p. 20–55
- "Babylonia from Cyrus to Xerxes", in John Boardman (ed), The Cambridge Ancient History: Vol IV - Persia, Greece and the Western Mediterranean, p. 124. Cambridge University Press, 1982.  (ISBN 0-521-22804-2)
- "The Cyrus Cylinder and Achaemenid imperial policy", Journal of Studies of the Old Testament 25 (1983), p. 83–97